# РТС 1
РТС 1 (познат као Први програм РТС-а или само Први) српска је телевизијска станица која је саставни део Радио-телевизије Србије. Основана је 23. августа 1958. као прва телевизијска станица у Србији.

## Историјат
Први програм РТС-а је први телевизијски канал који је основан на територији Србије. РТС 1 је почео са емитовањем 23. августа 1958. године под именом Телевизија Београд, као део Југословенске радио-телевизије (ЈРТ). Када је 31. децембра 1971. покренут Други програм ТВБ-а, ново име Првог програма било је ТВБ 1, а садашње име овај канал добио 1. јануара 1992. када је настала Радио-телевизија Србије.

## Специјални преноси
Специјални преноси на РТС 1 у 2010. години:
- УЕФА Лига шампиона
- Зимске олимпијске игре 2010.
- Додела Оскара
- Отворено првенство Србије у тенису 2010. /Serbia Open 2010/ (заједно са РТС 2)
- Песма Евровизије 2010. (прво и друго полуфинале и финале) (заједно са РТС Дигитал и РТС Сателит)
- Светско првенство у фудбалу 2010. (заједно са РТС 2)
- Светско првенство у кошарци (заједно са РТС 2)

Специјални преноси на РТС 1 у 2011. години:
- протекли преноси
  - Четири скакаонице
  - Отворено првенство Аустралије у тенису (заједно са РТС 2)
  - Додела Оскара
  - Песма Евровизије 2011. (прво и друго полуфинале и финале) (заједно са РТС Дигитал и РТС Сателит)
  - УЕФА Лига шампиона
  - Отворено првенство Француске у тенису (заједно са РТС 2)
- преноси у току
  - Европско првенство у кошарци 2011. (заједно са РТС 2 и РТС HD )
- преноси у будућности
  - Дејвис куп: Србија - Аргентина, полуфинале (16—18.09.2011)

Најављени преноси у будућности:
- наредне две сезоне Лиге шампиона

## Информативни програм
- ТВ Дневник - у 08:00 (у оквиру Јутарњег програма), 12:00, 19:30 и 23:00
- Вести - у 06:00, 11:00, 00:00, 03:00, 04:00 и 05:00
- Културни дневник - радним данима око поноћи
- Јутарњи програм РТС-а — сваког дана у 06:05
- Ово је Србија - радним данима у 15:10
- Дневник РТВ 1 - радним данима у 17:00
- Шта радите, бре? — радним данима у 17:20
- Београдска хроника — радним данима у 17:45
- Око - понедељком, средом и петком у 18:25
- Око магазин — уторком и четвртком у 18:25
- Знање, имање — недељом у 11:00

## Емисије на РТС 1
- ТВ Слагалица — сваким даном у 19:00
- Потера, квиз — понедељком у 21:00
- Суперпотера, квиз — суботом у 21:00
- На вечери код — понедељком у 22:00
- Срце злочина — уторком у 22:00
- Четвртком у 9 — четвртком у 21:00
- Стигни ме ако знаш — петком у 22:00
- Ја волим Србију — недељом у 21:00
- Шареница — викендом у 09:05
- Један дан — радним данима у 13:30
- ТВ лица... Као сав нормалан свет — суботом у 14:00
- Квадратура круга — суботом у 18:30
- САТ — недељом у 13:00
- РТС ординација — недељом у 13:45
- Кухиња мога краја — недељом у 15:00
- Сасвим природно — недељом у 18:25
- Гастрономад — понедељком у 12:30
- Лов и риболов — понедељком у 12:45
- Од злата јабука — уторком у 12:45
- Грађанин — средом и петком у 12:45
- Траг — четвртком у 12:45
- Моја лепа Србија — петком у 13:30
- Моја дедовина
- Узми рачун и победи
- Прва башта Србије
- Реч на реч
- Верски календар
- Нови почетак
- Професионалци
- Знање имање
- Таковска 10
- Мерила времена
- Плава птица — суботом у 11:57
- Родославци: Херцег
- Фантастична планета
- Датум
- Еко минијатуре
- Родослацви

### Емисије које су се приказивале
- Аутопортрет
- 60 најлепших народних песама — недељом у 17:00
- Најлепше народне песме — недељом у 17:00
- Да, можда, не — четвртком у 21:00
- Шта би после? Флешбек — понедељком у 22:00
- Музички дерби РТС-а — средом у 21:00
- Свадба из мог краја — четвртком у 22:00
- Луда народна ноћ — петком у 22:00
- Прва башта Србије — недељом у 15:10
- Лице и потпетице — суботом у 13.30
- Упитник — уторком у 21:00 (водитељ Оливера Јовићевић)
- Сан ургентне ноћи
- А сада Рада
- Тако стоје ствари — радним данима од 09:00 до 11:00
- Кренимо редом
- Лавиринт, квиз
- Хајде да се волимо — суботом у 21:00
- Иде Миле
- Гастрономски дневник В. Костића
- Најбољи оркестри Србије
- Свирај оно наше
- Ја могу све
- Време је за бебе
- 48 сати свадба
- Увиђај
- Сведок
- Шљивик
- Ко је код Које
- Шоу свих времена
- Еко караван
- С Европом на ти
- Србија на вези
- Важне ствари
- Задња кућа, Србија
- Студио 3
- У ходу
- Жикина шареница
- Недељом са Жиком
- Балканском улицом — недељом у 12:15
- Једна песма, једна жеља
- Кувати срцем
- Распакивање
- Песма без граница
- Велики изазов, квиз
- Високи напон, квиз
- Авантура
- Авалски торањ
- Кључ
- Сам против свих, квиз
- Срећни телефони
- Свезналица
- Недељно поподне
- Недељно поподне са Леом Киш
- С Тамаром у акцији
- Луда ноћ
- Три боје звука
- Анђео
- Ја имам таленат!
- Борислав Радуловић
- Ехо
- Заир
- Шести круг, квиз
- Караван
- Рокументи
- Ресторанчић Залогајчић
- Студио
- Сужањ
- Шоу свих времена
- Шешир без дна
- Мира Адања Полак и Ви
- Бинго
- Лото
- У здравом телу
- Распакивање
- Евронет
- 7 РТС дана
- Грађани и Влада
- Интервју
- Отворени студио
- Профил и профит
- Распакивање
- Књаз Милош
- Књаз, влада и та
- Балканска истраживачка мрежа
- Досије Затвор
- До новог устава
- Заједно или одвојено
- После свега влада?
- Досије навијачи
- Тито: Црвено и црно
- Србија на вези
- Књига утисака
- Србија пита председника
- Убиство Зорана Ђинђића
- Ексклузивно
- Генерал Мандић - Краљ драме
- Договорени рат
- Путовање Албанијом
- Мој љубимац
- Вреле гуме
- Женска страна
- Срби у свету
- Да те питам
- Србија: чекајући будућност
- Незаштићени сведок
- Спорт плус
- Спортски преглед
- Спортски програм
- Фазони и форе
- Здраво Европо
- Кукурику шоу
- Око поноћи
- Одабрани тренутак
- Монитор
- Глас разума
- Наши у свету
- Културни нокаут
- Гаража
- РТС Разговор
- имПУЛС
- Раскршћа
- То је то
- Игра без граница
- Еко караван
- Право на право
- Сутра сам ја
- Кренимо редом
- Гост
- Шта би после флешбек
- Авантура: у леденом царству
- Закуцавање
- Политички полигон
- Живот је марш
- Сав тај плес: Бајка
- У свету
- Филмски графити
- Сајам књиге у Пули
- Великани джена
- Макс ку: Ваздух
- Плус
- Петак, 21:00
- Смешни људи Забава
- Запањујуће
- Путопис
- На крају недеље
- Миксер
- Програм за иностранство
- УНХЦР-Повратак косово
- Лети, лети, песмо моја мила
- Саборник
- Бразде
- Црвени лото
- Добар укус
- Свет здравља
- Покретне слике
- Позив на плес
- Друга страна медаље
- Да те питам
- Хит месеца
- Страни образовни програм
- Премијера
- Медија флеш
- Рубикон
- Курсор
- Политички полигон
- Ад Либитум
- Кућне мајсторе
- Резервисано
- Политичка хроника
- Генијус домус
- НТЦ квиз — субота у 12:00
- Од злата јабука
- Свадба из мог краја
- Куча за маштање
- Тамо далеко
- Концерт у поподне
- Музичка вртешка
- ТВ Спорт
- 24 часа у свету
- Музичка емисија
- Избор цела
- Прокофијев квартед

## Серијски програм

### Домаће серије које се тренутно приказују
- Камионџије д.о.о.
- Досије Косово
- Тајне винове лозе
- У клинчу
- Може и другачије
- Анин свет
- Државни службеник

### Домаће серије које су се одавно приказивале
- Плави воз
- Михољско лето
- Бранилац
- Бабино унуче
- Врућ ветар
- Монтевидео, видимо се!
- Монтевидео, Бог те видео!
- На путу за Монтевидео
- Прваци света
- Мама и тата се играју рата
- Адвокадо
- Позориште у кући (1972)
- Позориште у кући (2007)
- Улица липа
- Атомски здесна
- Бела лађа
- Убице мог оца
- Камионџије
- Вратиће се роде
- Оно као љубав
- Баксуз
- Бањица
- Бољи живот
- Буди фин
- Вага за тачно мерење
- Век српског филма
- Вера
- Више од игре
- Војна академија
- Војници
- Волим и ја неранџе... но трпим
- Вук Караџић
- Горе-доле
- Горки плодови
- Грађани села Луга
- Грех њене мајке
- Рањени орао
- Непобедиво срце
- Грлом у јагоде
- Отписани
- Повратак отписаних
- Да питамо заједно
- Два другара
- Делиријум тременс
- Дивље године
- Дипломци
- Докторка на селу
- Доме, слатки доме
- Равна гора
- Другарица министарка
- Дувански пут
- Живот је леп
- Жмурке
- Заборављени
- Грађани села Луга
- Једноставан живот
- Јастук гроба мог
- Јагодићи: Опроштајни валцер
- Јагодићи
- Последња аудијенција
- Крај династије Обреновић
- Четрдесет осма — Завера и издаја
- Одлазак ратника, повратак маршала
- Последњи чин
- Шпанац
- Седам секретара СКОЈ-а
- Светозар Марковић
- Слом
- На путу издаје
- Димитрије Туцовић
- Трагом Карађорђа
- Српски јунаци средњег века
- Јунаци нашег доба
- Јутро ће променити све
- Јованка Броз и тајне службе
- Јесен стиже, Дуњо моја
- Казнени простор
- Каљаве гуме
- Камионџије опет возе
- Код луде птице
- Кожа
- Комшије
- Корени
- Кости
- Краљ Петар Први
- Леваци
- Лисице
- Лифт
- Љубав на сеоски начин
- Месо
- Метла без дршке
- Мирис кише на Балкану
- Мој рођак са села
- Моја генерација Z
- Морава 76
- Музиканти
- На слово, на слово (1963)
- На слово, на слово (2010)
- Неки нови клинци
- Неки чудни људи
- Немањићи — рађање краљевине
- Нечиста крв
- Казнени простор
- Оне су померале границе
- Оно наше што некад бејаше
- Отворена врата
- Полетарац
- Полицајац са Петловог брда
- Породично благо
- Портрет Илије Певца
- Роман о Лондону
- Краљ Петар Први
- Роковник
- Лисице
- Сазвежђе белог дуда
- Месо
- Сваштара
- Село гори, а баба се чешља
- Сенке над Балканом
- Серије Синише Павића
- Сиви дом
- Сијамци
- Рађање радног народа
- Сложна браћа
- Случај породице Бошковић
- Снежна краљица
- Последња аудијенција
- Срећни људи
- Стижу долари
- Радиовизија
- Сумњива лица
- Радио Милева
- Пустолов
- Пси лају, ветар носи
- Приче преко пуне линије
- Приче из радионице
- Приче из Непричаве
- Приповедања Радоја Домановића
- Приђи ближе
- И то се зове срећа
- У име закона
- Театар у Срба
- Шта би било, кад би било
- Чизмаши
- Цеца и Аркан
- Фолк парада
- Успон и пад Жике Проје
- Једини излаз
- Бисер Бојане
- Горчило — Јеси ли то дошао да ме видиш
- Швиндлери
- Лако је Ралету
- Дневник машиновође
- Живот је леп
- Више од игре
- Пет
- Доживотна казна
- Добро вече, децо

### Стране серије које се приказују
- Јелоустоун

### Стране серије које су се приказивале
- Биро
- Титаник
- Груди
- Алекса Шантић
- Црна хроника
- Луд, збуњен, нормалан
- Мисија мајора Атертона
- Дани АВНОЈ-а
- Опстанак
- Медичијеви: Господари Фиренце
- Агенција
- Руска невеста
- Наркос: Мексико
- Стажици
- Фелисити
- Манчестерска фабрика
- Све за љубав
- Виза за будућност
- Морнарички истражитељи
- Бирмингемска банда
- Телохранитељ
- Касл
- Боунс
- Место злочина: Њујорк
- Место злочина: Лас Вегас
- Истражитељи из Мајамија
- Ружна Бети
- Јача од судбине
- Породица Сопрано
- Злочиначки умови
- Убиство
- Нимфе
- Пепер Денис
- Чикаго болница
- Али Мекбил
- Бостонски адвокати
- Повратак на ново
- Очајне домаћице
- Распуштени Гари
- Хана Монтана
- Деграси: Нова генерација
- Само за смех: Подвале
- Чаробњаци са Вејверли Плејса
- Тајна
- Заљубљене жене
- Земља наде
- Нова земља
- Краљ сточара
- Ветрови страсти
- Сабрина, вештица тинејџерка
- Чаробњаци с Вејверли Плејса